# Thomas Felton (martyr)
Pour les articles homonymes, voir Thomas Felton et Felton.
Thomas Felton né en 1566 ou bien 1567 dans le Surrey et mort dans ce qui est aujourd'hui la banlieue de Londres est un religieux catholique anglais appartenant à l'Ordre des Minimes arrêté et exécuté sous le règne d'Elizabeth I le 28 août 1588.

## Biographie
Nous savons peu de choses sur l'origine familiale de Thomas Felton si ce n'est qu'il est le fils d'un autre martyr John Felton exécuté quand celui-ci avait 4 an. Issu donc d'une famille restée fidèle à la foi catholique, enfant il est page. Pour son éducation il est envoyé au collège anglais de l'université de Reims. C'est là qu'il mûrit sa vocation et entre chez les frères minimes en 1583. Avant de pouvoir prononcer ses voeux définitifs dans cet Ordre il rentre en Angleterre pour y régler ses affaires. Par trois fois il tentera sans succès de retourner sur le continent. A chaque fois il est arrêté et emprisonné, une première fois dans la prison dite de Poultry Compter à Londrse. Il y reste deux ans et est libéré grâce à une de ses tantes, une deuxième fois à la prison de Bridewell Palace et une troisième fois à la prison dite de Little Ease située dans la fameuse tour de Londres. En pleine hystérie anti-catholique il est alors jugé et interrogé sur sa fidélité à la reine. Refusant de la reconnaître comme cheffe de l'Eglise il est condamné à mort. Il subit la peine réservée aux traîtres à savoir être pendu, traîné sur une claie jusqu'à la potence et mis en quart. Le même jour est exécuté James Claxton.

## James Claxton
Pour les articles homonymes, voir Claxton.
Nous savons peu de choses sur l'origine familiale de James Claxton. Probablement issu d'une famille anglais restée fidèle à la foi catholique il choisit de devenir prêtre. Il doit alors se rendre sur continent pour y recevoir l'ordination. Etudiant au collège anglais de Douai alors délocalisé sur Reims il est ordonné prêtre à Soissons le 9 Juin 1582. Il repart ensuite pour l'Angleterre et passe plusieurs années dans sa région natale avant d'être arrêté et d'être expulsé du royaume en 1585. Il revient secrètement dans le pays mais est à nouveau arrêté. Transféré à la prison de Marshalsea il est sommairement jugé par des juges qui se montrent moins clément. Condamné à mort il subit la peine réservée aux traîtres à savoir être pendu, traîné sur une claie jusqu'à la potence et mis en quart. Le même jour est exécuté Thomas Felton.

## Vénération
Reconnus comme martyrs catholiques, Thomas Felton et James Claxton furent béatifiés ensemble en 15 décembre 1929 par le pape Pie XI. Avec William Dean, William Gunter, Robert Morton, Hugh More, James Claxton et Thomas Holford, eux aussi béatifiés le même jour, ils sont vénérés en tant que martyrs du Sussex. L'Église catholique les fête collectivement le 28 août. 
Thomas Felton et James Claxton sont aussi comptabilisés dans la liste des martyrs de Douai et des Cent sept martyrs d'Angleterre et du pays de Galles.

## Voir également